# Adungrella
Adungrella is een geslacht van hooiwagens uit de familie Sclerosomatidae.
De wetenschappelijke naam Adungrella is voor het eerst geldig gepubliceerd door Roewer in 1955. 

## Soorten
Adungrella omvat de volgende 3 soorten:
- Adungrella aenea
- Adungrella atrorubra
- Adungrella punctulata